# Shan Sa
Shan Sa (chiń. 山飒; pinyin Shān Sà; ur. 26 października 1972 w Pekinie) – chińska pisarka tworząca w języku francuskim, a także malarka.

## Życiorys
Urodziła się w rodzinie literatów. Jako dziecko nazywała się Yan Ni (阎妮; oznaczające po chińsku dziewczynkę), jednak zmieniła imię na „Shan Sa”, co oznacza „szum gór”, aby podkreślić swoją silną osobowość i dążenie do dojrzałości.
Zaczęła pisać już w dzieciństwie i w roku 1983 wydała pierwszy zbiór poezji pt. Wiersze Yan Ni (wyd. Ludowe Wydawnictwo Guan Dong, Chiny). Mając 12 lat otrzymała swoją pierwszą nagrodę w krajowym konkursie poezji dla dzieci. W latach 1984–1986 uczęszczała do szkoły średniej oraz była wiceprzewodniczącą Związku Młodych Pisarzy Mandżurii. Następnie uczyła się w liceum przy Uniwersytecie Pekińskim, które skończyła w 1990. W 1987 została najmłodszą w historii członkinią Pekińskiego Związku Pisarzy. Rok później opublikowała zbiór wierszy pt. Czerwona ważka (ed. des nouveaux bourgeons) oraz otrzymała nagrodę Srebrny Żagiel przyznawaną przez chińskie Ministerstwo Edukacji. Po wydaniu przez nią w 1989 zbioru wierszy pt. Śnieg (ed. des enfants de Shangai) nazywana była „wschodzącą gwiazdką Pekinu”.
4 czerwca 1989 wojska chińskie dokonały masakry studentów manifestujących na placu Tian’anmen. W sierpniu tego samego roku wyjechała do Paryża na stypendium, które otrzymała od rządu francuskiego. Osiedliła się tam i nauczyła nowego języka.
W roku 1990 wydała zbiór esejów i nowel Que le printemps revienne (éd. des Enfants de Sichuan). W latach 1990–1992 uczęszczała do szkoły w Paryżu. Uzyskała francuską maturę (BAC), specjalizując się w kulturze literackiej i filozofii; do 1994 studiowała filozofię na paryskim Uniwersytecie Katolickim.
W latach 1994–1996 była muzą i asystentką malarza Balthusa w Szwajcarii. W tym czasie żona artysty, Setsuko, zapoznawała ją z cywilizacją Japonii.
W 1997 wydała swój debiut literacki we Francji – Bramę Niebiańskiego Spokoju – i w tym samym roku otrzymała stypendium Akademii Goncourtów dla debiutantów. Otrzymała również stypendium Centre National des Livres.
Swoją pierwszą wystawę malarską Shan Sa zaprezentowała w Paryżu w galerii sztuki nowoczesnej Enrico Navarra. Od tamtej pory jej prace malarskie były wystawiane w Paryżu już co najmniej trzykrotnie, w tym w ramach festiwalu sztuki Art Paris 2004.

## Publikacje
- Wiersze Yan Ni (1983)
- Brama Niebiańskiego Spokoju (1997)
- Cztery życia wierzby (1999, nagroda Prix Cazes)
- Le Vent vif et le glaive rapide (2000, tomik poezji)
- Dziewczyna grająca w Go (2001, nagrody: Prix Goncourt des lycéens, Kiriyama Prize)
- Le Miroir du calligraphe (2002, tom zawiera wiersze i reprodukcje obrazów autorstwa Shan Sa)
- Cesarzowa (2003)
- Les conspirateurs (2005)
- Alexandre et Alestria (2006)
- La Cithare nue (2010)